# Fi d'Aquari
Fi d'Aquari (φ Aquarii) és una estrella de la constel·lació d'Aquarius. És una gegant vermella del tipus M de la magnitud aparent +4,22. Està aproximadament a 222 anys llum de la Terra.